# Перро, Доминик
Доминик Перро (фр. Dominique Perrault; род. 1953, Клермон-Ферран) — французский архитектор, архитектуру которого иногда называют экотек.

## Биография
В 1979 году окончил Институт мостов и дорог в Париже, а в 1980 году — аспирантуру Высшей школы социальных исследований. В 1981 году открыл мастерскую в Париже. Его первые проекты — здание инженерной школа ESIEE в Марн-ла-Валле и гостиница Hotel Industriel Berlier в Париже.
Победитель конкурсов на проект здания Национальной библиотеки в Париже (1989), Олимпийского велодрома и бассейна в Берлине (1992), Дворца правосудия ЕС в Люксембурге (1996). Выиграл конкурс на проект второй сцены Мариинского театра в Санкт-Петербурге, но от окончательного воплощения проекта был отстранён.
Лауреат «Большой национальной премии по архитектуре» (1996) и «Премии Миса ван дер Роэ» (1997). Награждён Орденом Почётного легиона. Член французской Академии архитектуры, почетный член немецкой Архитектурной ассоциации (BDA) и Королевского института британских архитекторов (RIBA). В 1998—2001 годах — президент французского Института архитектуры. Среди его проектов — ратуша в Инсбруке, три супермаркета в Австрии, два жилых дома в Барселоне, Олимпийский теннисный стадион в Мадриде, Долина Кампуса (The Campus valley) в Женском университете Ихва в Сеуле, пешеходные мосты в Палермо.